# دودمان بارسلونا
دودمان بارسلونا (به اسپانیایی: Casa de Barcelona) نام یک خاندان قرون‌وسطایی بود که از ۸۷۸ میلادی بر کنت‌نشین بارسلون فرمان می‌راند. از ۱۱۶۷ میلادی اینان به تاج آراگون دست یافته و تا ۱۴۱۰ میلادی هم این جایگاه را حفظ نمودند. آنها از نسل بلونی‌ها، نوادگان ویلفرد پشمالو هستند. آنها تا قرن سیزدهم بیشتر کنت‌نشین‌های کاتالونیا را به ارث برده و یک شاهزاده‌نشین کاتالونیا را تأسیس کرده و آن را از طریق ازدواج با پادشاهی آراگون متحد و سرزمین‌ها و پادشاهی‌های دیگر را تسخیر کردند تا اینکه در سال ۱۴۱۰ آخرین مرد مشروع شاخه اصلی، مارتین انسان‌گرا، درگذشت.  شاخه‌های فرعی شاخه های کادت خانه همچنان بر اورگل (از سال ۹۹۲) و گاندیا و نیز به طور متناوب از سال ۸۷۸ تا ۱۱۱۱ بر اوسونا، از سال ۱۱۱۲ تا ۱۲۴۵ بر پروانس و از سال ۱۲۸۲ تا ۱۴۰۹ بر سیسیل حکومت کردند. با سازش کاسپ در سال ۱۴۱۲، تاج آراگون به شعبه‌ای از خاندان تراستامارا که از نوادگان الینور اینفانتا از دودمان بارسلونا بود، منتقل شد.